# Yoko-gake
Yoko-gake (letteralmente "Agganciamento laterale al piede") è l'ultima tecnica del Gokyo (numero 40) e fa parte delle tecniche di sacrificio laterali. È ritenuta una delle tecniche più pericolose dell'intero Gokyo per l'uke che subisce la tecnica. La pericolosità sta nel fatto che colui che subisce la tecnica non ha spazio a sufficienza per distribuire l'impatto della caduta e dovrà provvedere da solo ad imprimere la rotazione necessaria a concludere l'azione poiché altrimenti l'impatto col suolo potrebbe essere piuttosto violento e spesso accompagnato da un forte contraccolpo alla nuca. Il Yoko-gake è una tecnica riservata ai judoka esperti. Massimo esponente di questa tecnica di sacrificio è il sensei 10º dan Nagaoka che in passato ne aveva fatto una vera e propria specialità.

## L'esecuzione
Situazione ideale è data da uno squilibrio in avanti a destra mentre uke sta avanzando con la gamba destra. Tori compie una rotazione di 90 gradi da sinistra a destra indietreggiando la gamba destra. Facendo questo, il suo corpo si dovrà posizionare in maniera perpendicolare rispetto a quello dell'avversario. Successivamente colui che attacca piazzerà il piede sinistro dietro al tallone destro eseguendo uno squilibrio parallelo al gomito e in basso. La fase di proiezione avviene grazie al movimento di Tori che tende la gamba sinistra spingendo e al contempo spazzando il piede destro di Uke, lasciandosi cadere sul fianco sinistro.

## Successioni e contraccolpi
Prima del completamento del movimento si possono effettuare successioni con spazzate che non terminino a terra come ad esempio il De-ashi-barai e il Ko-soto-gari. Fra i possibili contraccolpi c'è il Ko-uchi-gari o, elemento piuttosto singolare, la stessa Yoko-gake.